# Giovanni delle Bande Nere szobra
A Giovanni delle Bande Nere-szobor az olasz Firenzében található, a Piazza San Lorenzo téren. A szobor I. Cosimo nagyherceg apját, Giovanni delle Bande Nerét ábrázolja, aki zsoldosvezér volt. A szobor magas talpazatát Base di San Lorenzónak is hívják a helyiek, nagysága miatt. A szobor ezen a magas talpazaton elhelyezve messze a tömeg fölé magaslik. A talpazatot delle Bande Nere győzelmét megörökítő dombormű és egy-egy Medici-címer díszíti.
A szobrot, amely ülve ábrázolja a hadvezért, Bartolommeo (Baccio) Bandinelli készítette 1540-ben, de csak 1850-ben helyezték ki köztérre.